# Нощта на ужасите
„Нощта на ужасите“ (на английски: Fright Night) е американски филм на ужасите, режисиран от Крейг Гилеспи в 3D. В главната роля е Антон Йелчин. „Нощта на ужасите“ е римейк на едноименния филм от 1985 г.

## Сюжет
Внимание:  Текстът по-долу разкрива сюжета на произведението (или части от него)!
Филмът разказва за младия Чарли Брустър (Йелчин), който си има всичко – популярен е сред съучениците си, а приятелката му е най-желаното момиче в цялата гимназия. Всичко това му влияе по негативен начин и той започва да страни от най-добрия си приятел Едуард (Майнтц-Плейс) както и от собствената си майка (Колет). Но животът на Чарли е напът да се промени напълно, когато в съседната къща се нанася Джери Дандридж (Фарел) – привлекателен и на пръв поглед напълно нормален мъж. Въпреки че Джери изглежда като страхотен човек, с течение на времето Чарли започва да забелязва някои странности в поведението му и разбира, че нещо не е наред. След като става свидетел на няколко зловещи и необясними събития, случващи се единствено през нощта, Чарли разбира, че новият съсед е всъщност безмилостен вампир, а кварталът е новото му ловно поле.

## „Нощта на ужасите“ в България
На 31 октомври 2015 г. се излъчва за първи път по Нова телевизия с български дублаж за телевизията. Екипът се състои от:
| Пост                | Име |
| ------------------- | --- |
| Преводач            | Саша Добрева                                                                                              |
| Режисьор на дублажа | Димитър Кръстев                                                                                           |
| Тонрежисьор         | Стефан Дучев                                                                                              |
| Озвучаващи артисти  | Даниела Йорданова Христина Ибришимова Лиза Шопова Здравко Методиев Димитър Иванчев Стефан Сърчаджиев-Съра |